# Penyal del Migdia
|  | Per a altres significats, vegeu «Penya del Migdia (desambiguació)». |

El Penyal del Migdia, també anomenada Penya del Migdia, que té una altura de 1398 m, és l'esperó sud del Puig Major. Es troba al municipi de Fornalutx, a Mallorca. És el cim més elevat de Mallorca al qual es pot accedir sense restriccions (sense haver de demanar permís als militars).

## Accessos
A part de la carretera, les rutes principals que duen al cim són les següents:
- Des del sud-oest, per la Coma de n'Arbona.
- Des del nord, per Bini.

## Galeria

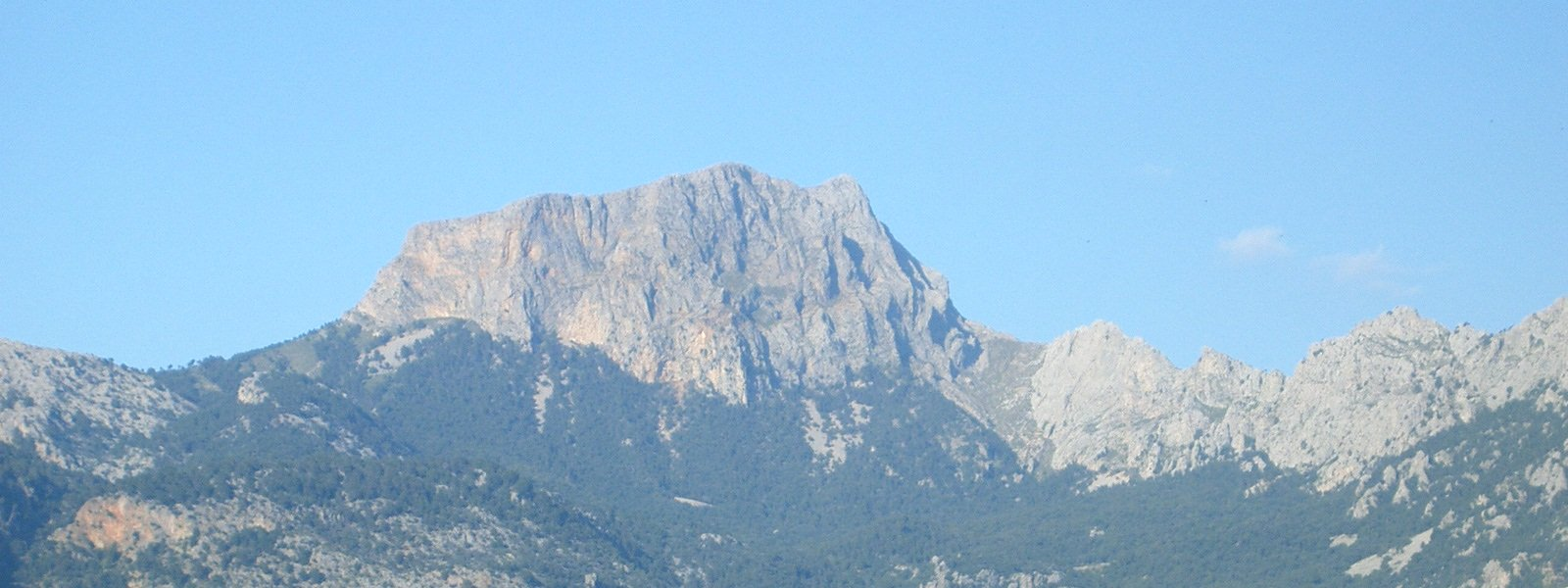
Panoràmica des de Sóller
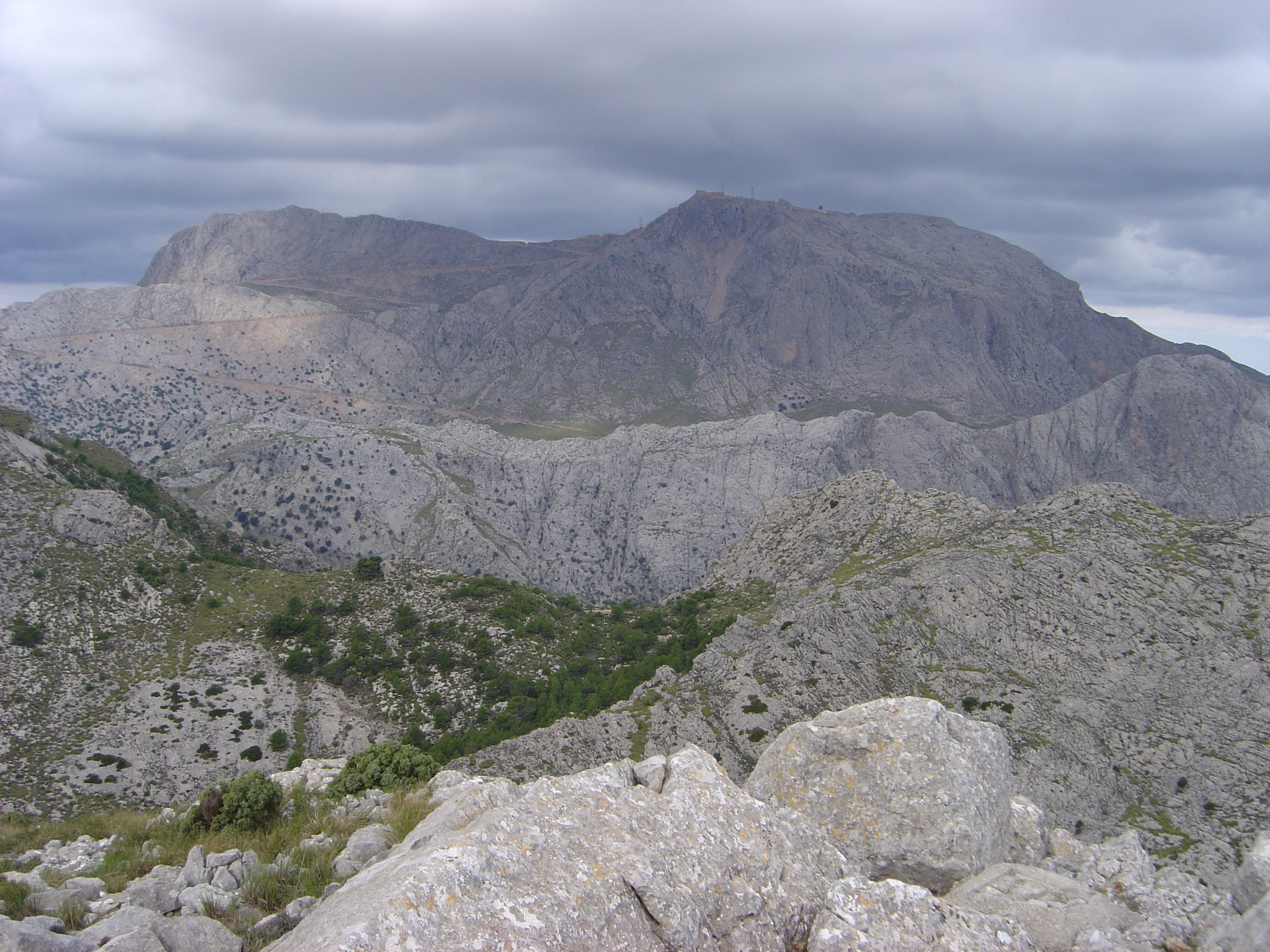
El penyal, a l'esquerra i el Puig Major, a la dreta.